# Сварог
Сварог е предполагаемо славянско божество, аналог на гръцкия бог-ковач Хефест. Според някои изследователи – бог на небесния огън в славянската митология. Единственият източник, в който се споменава това име, е Ипатиевския препис на „Началната руска летопис“ от 15 век. Откъсът, в който се споменава името Сварог, представлява свободен преразказ на няколко откъса от старобългарския превод на Хрониката на Йоан Малала (23 глава от I книга, 1 глава от II книга и 4 глава от IV книга), вмъкнати в „Началната руска летопис“ за 1114 год:
| „ | поча царьствовати ... Феоста, иже и Соварога нарекоша егуптяне. Царствующю сему Феостѣ въ Егуптѣ, въ время царства его спадоша клѣщѣ съ небесѣ, нача ковати оружье, прѣже бо того палицами и камениемъ бьяхуся. Тъ же Феоста законъ устави женамъ за единъ мужь посагати и ходити говеющи, а иже прелюбы дѣющи, казнити повелѣваше. Сего ради прозваша и богъ Сварогъ...И по семъ царствова сынъ его, именемъ Солнце, егоже наричють Даждьбогъ. | “ |

Точният превод гласи: 
| „ | Започна да управлява Феоста (Хефест), наричан от египтяните Сварог. По времето, когато Феост царуваше в Египет, от небето паднаха ковашки клещи и за първи път се изкова оръжие. Преди това хората се биеха с тояги и камъни. Феоста нареди със закон всяка жена да има само един мъж и да живее смирено, а онези, които прелюбодействаха, наказваше. Затова нарекоха бога Сварог... След него царува синът му Слънце, наричан Даждбог. | “ |

В откъса античните богове Хефест (Феост) и Хелиос (Солнце) се отъждествяват с названията Сварог и Даждбог. От откъса не става ясно каква е била функцията на тези божества, тъй като текстът се отнася до събития в Египет.
За тълкуването на наименованието Сварог съществуват няколко варианта:
- свързва се със славянски корен *svar – „свада“, откъдето svarogъ „който наказва“[1]. Това тълкуване е повлияно от контекста в Началната руска летопис, но, както се спомена, наименованието е внесено допълнително от преводача или преписвача, и няма нищо общо с оригиналните събития, развиващи се в Египет, описани в Хрониката на Йоан Малала.
- Още през 19 век вниманието на славистите е привлечено от сравнението със староиндийски svarga – „небе, небесен“. Изследователи като Корш и Розвадовски, свързват съзвучието на теонима Сварог със svarga-, като предполагат лингвистично родство на тези думи и причисляват Сварог към славянските божества, но тази дума е чисто индийско словосъчетание и означава буквално „слънчев (svar-) път (ga-)“. Според Фасмер тези две форми не могат да бъдат сродни по фонетични съображения[2]. Съществува хипотеза за заемане на това наименование от причерноморските арийски племена (синдо-меотийци), застъпена в изследванията на Олег Трубачов[3], но тя се отхвърля от иранисти и индолози като безпочвена.
- По-малко вероятно е делението сва-рог като хибридна ирано-славянска форма „рогато куче“ (spa – „куче“ в иранските езици, rogъ „рог“)[4], понеже никъде не са открити изображения на Сварог.
- Сравнява се с румънската дума sfarog „нещо изгоряло“ и сродните ѝ sfarnic „жертвеник“, sfară „пушек, мирис на изгоряло месо или лой“, които са заети от славянско *skvara „пушек“[5].

Едни учени смятат, че такова божество никога не е съществувало, а названието Сварог е измислено под влияние на народна етимология от преписвача. В други руски текстове се употребява народната форма сварожич със значение „огън“. Това обяснява и отсъствието на името Сварог от други писмени паметници.
Според други учени, такова божество е съществувало и славянският Сварог съответства на бог Хефест в древногръцката митология. Подобно на него, Сварог е отец на слънчеви божества, който у елините е наричан Хелиос, а у славяните – Даждбог.
В южнославянската религия Сварог е първото божество, създадено от великия творец Бог – първичният бог, създател на вселената и света, негова съпруга е богинята, създателка на живота Живана, сестра на богинята Морана. Братя на Сварог са боговете Белобог (Белбог), Чернобог (Бесбог, Бес), Днябог (Дий) и Велес (Волос), чиято съпруга е Мокоша. Богинята на земята Дивица (Дивия) била съпругата на Днябог. Най-малкият син на Бог е Божич-Коляда, негова майка е Слота (Злата Майа, Златна Баба). Съпруга на Сварог е Матя (Матика, старосл. Матѣ), а от тяхната съпружеска връзка се раждат по-младите богове като Даждбог, Перун, Огнен (Сварожич, Радегаст), Хърс, Яровит (Ярило), Стрибог, Троян, Святовит, Поревит (Прова, Порват), Руевит (Ругевит), Рановит, Ладун (Ладо), Лада, Денница, Весна и др.